# Myronides (geslacht)
Myronides is een geslacht van Phasmatodea uit de familie Phasmatidae. De wetenschappelijke naam van dit geslacht is voor het eerst geldig gepubliceerd in 1875 door Carl Stål.

## Soorten
Het geslacht Myronides omvat de volgende soorten:
- Myronides ashmeadi Rehn, 1904
- Myronides baucis (Westwood, 1859)
- Myronides cristulatus Brunner von Wattenwyl, 1907
- Myronides curvithorax Brunner von Wattenwyl, 1907
- Myronides dawnanus Giglio-Tos, 1914
- Myronides kaupii Stål, 1875
- Myronides magnificus Brunner von Wattenwyl, 1907
- Myronides pfeifferae (Westwood, 1859)
- Myronides reductus Brunner von Wattenwyl, 1907